# Tambi Larsen
Tambi Larsen (Bangalore, 11 de setembro de 1914 — Los Angeles, 24 de março de 2001) é um diretor de arte dinamarquês. Venceu o Oscar de melhor direção de arte na edição de 1956 por The Rose Tattoo, ao lado de Hal Pereira, Samuel M. Comer e Arthur Krams.